# Station Elne
Station Elne is een spoorwegstation in de Franse gemeente Elne.